# Alf Schuler

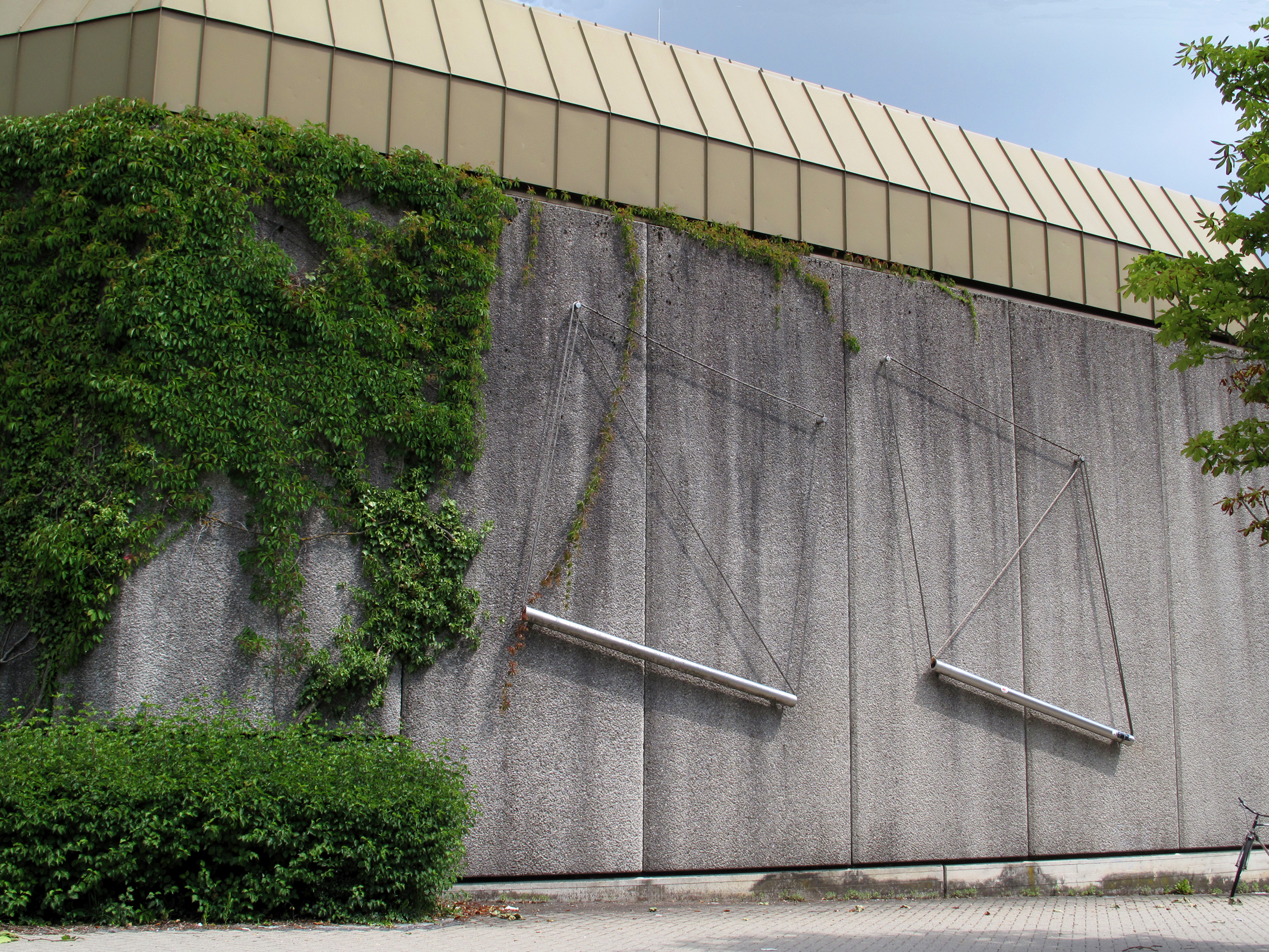
Rohr-Seil-Arbeit (1983), Augsburg

Alf Schuler (Berchtesgaden, 1945) is een Duitse beeldhouwer.

## Leven en werk
Schuler werd geboren in Anzenbach, een stadsdeel van Berchtesgaden. Hij bezocht in 1963 de Werkkunstschule in Augsburg en studeerde van 1964 tot 1970 beeldhouwkunst aan de Akademie der Kunste Nürnberg in Neurenberg. In 1975 verbleef hij met een beurs van de Villa-Romana-Preis in Florence en in 1977 werd hij uitgenodigd voor deelname aan documenta 6 in de Duitse stad Kassel. In datzelfde jaar ontving hij de Förderpreis der Stadt Nürnberg en in 1981 de Bremer Kunstpreis (destijds nog de Kunstpreis der Böttcherstraße genaamd) in Bremen.
In 1987 nam Schuler deel aan documenta 8 en in 1989 volgde zijn benoeming tot hoogleraar beeldhouwkunst aan de Kunsthochschule Kassel.
Schuler woont en werkt in Kassel en Berlijn. Zijn werk, vrijstaande, wand- en bodemsculpturen, wordt gerekend tot het minimalisme.

## Werken (selectie)
- Rohr-Seil-Arbeit (1983), beeldenroute Kunst am Campus in Augsburg
- Wandstück (1985), Straße der Skulpturen (St. Wendel) (onderdeel van de Europese Straße des Friedens) in Saarland - in 1998 verwijderd
- Bodenobjekt (1985), Straße der Skulpturen (St. Wendel)
- Rohr-Seil-Skulptur (1986)[2], Biologikum Universität Erlangen in Erlangen
- Rohr-Seilskulptur (1994), Technische Fakultät Universität Erlangen in Erlangen
- Wandskulptur (2001), Medizinische Klinik in Erlangen
- Wandstück "Augenlider" (2007)[3], Straße der Skulpturen (St. Wendel)
- Stahlskulptur, collectie Marianne und Hansfried Defet van het Neues Museum Nürnberg in Neurenberg - onderdeel van het Beeldenpark van het Neues Museum Nürnberg
- Skulptur, collectie Peter C. Ruppert in het Museum im Kulturspeicher in Würzburg